# Bill Wiggin
William David Wiggin, född 4 juni 1966 i London i England, är en brittisk konservativ politiker. Han är ledamot av underhuset för North Herefordshire sedan 2001.
Wiggin är son till den tidigare parlamentsledamoten Jerry Wiggin (1937–2015).